# Winnert
Winnert (dänisch: Vinnert, ehemals auch Vinnerød) ist eine Gemeinde im Kreis Nordfriesland in Schleswig-Holstein.

## Geografie

### Geografische Lage
Das Gemeindegebiet von Winnert erstreckt sich am Rande der Schleswigschen Geest am westlichen Ufer der Treene etwa zehn Kilometer südöstlich von Husum. Der leicht mäandrierende Flusslauf bildet auf knapp zwei Kilometern neben der südöstlichen Gemeindegrenze zugleich auch die Amts- beziehungsweise Kreisgrenze ab.

### Gemeindegliederung
Neben dem Dorf Winnert gehören die kleineren, außerhalb liegenden Ortsteile Autrum (dän. Agtrum, sønderjysk Awtrum), Brehmhöft (Bremhoved), Osterwinnert und Winnertfeld zur Gemeinde.

### Nachbargemeinden
An Winnert grenzen die Gemeindegebiete von:
|           | Ostenfeld                                   |                                    |
| Oldersbek | Kompassrose, die auf Nachbargemeinden zeigt |                                    |
| Ramstedt  | Schwabstedt                                 | Wohlde (Kreis Schleswig-Flensburg) |

### Landschaft

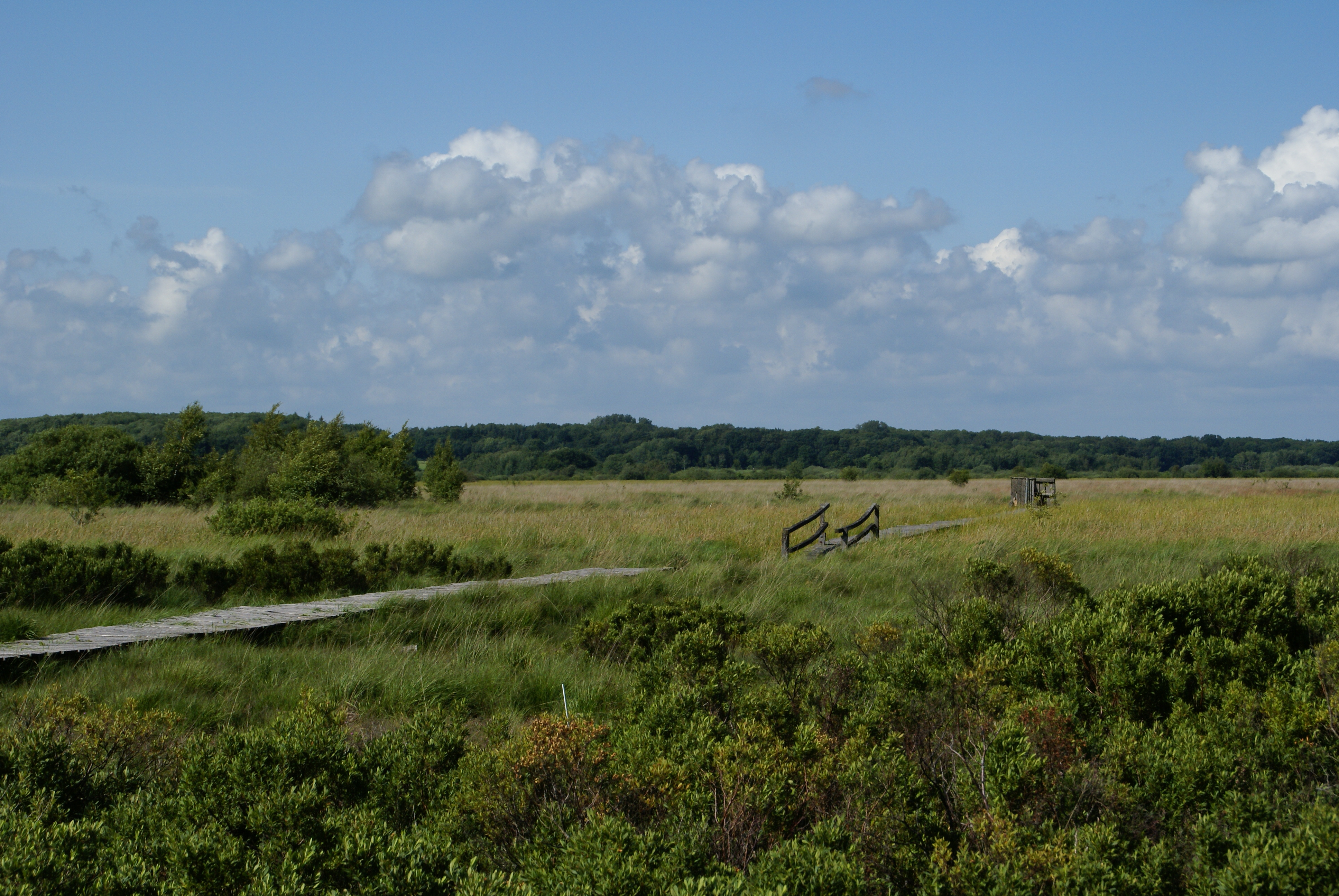
Hochsteg im Wilden Moor

Etwa die Hälfte des 631 Hektar großen Naturschutzgebiets Wildes Moor bei Schwabstedt befindet sich im Gemeindegebiet.

## Geschichte
Am 1. April 1934 wurde die Kirchspielslandgemeinde Ostenfeld aufgelöst. Alle ihre Dorfschaften, Dorfgemeinden und Bauerschaften wurden zu selbständigen Gemeinden/Landgemeinden, so auch Winnert und Wittbek neben dem Hauptort Ostenfeld.
Der Name Winnert ist erstmals 1423 schriftlich dokumentiert. Das Bestimmungswort geht entweder auf dän. vin (Grasland, Weide) oder auf vinde (Windung) zurück. Insbesondere das Suffix ist schwer zu deuten. Evtl. liegt ein ursprüngliches Wynderyng, also eine Bildung mit dem Suffix -ing als Einwohnerbezeichnung, vor. Der Ortsname Autrum setzt sich vermutlich zusammen aus dem dänischen agten (von hinten) und -rum für Platz, Raum, die Bedeutung wäre demnach hinter dem Platz.

## Politik

### Gemeindevertretung
Bei der Kommunalwahl 2023 errang die Wählergemeinschaft Winnert erneut alle neun Sitze in der Gemeindevertretung. Die Wahlbeteiligung betrug 58,0 Prozent.

### Wappen
Blasonierung: „Über blau-goldenem Wellenschildfuß in Grün eine nach rechts versetzte, goldene Spitze, darin zwei schrägrechte rote Fachwerkhäuser.“

## Wirtschaft
Die Gemeinde ist überwiegend landwirtschaftlich geprägt.

## Söhne und Töchter der Gemeinde
- Detlef Thomsen (1880–1954), deutscher Politiker (SHBLD), Mitglied der Weimarer Nationalversammlung
- Hans Flatterich (1882–1964), Journalist und Politiker in Schleswig